# Roxy Theatre (Nueva York)
El Roxy Theatre fue un cine de capacidad para 5,920 asientos ubicado en el 153 de la Calle 50 Oeste, entre las Avenidas 6a. y 7a., justo al lado de Times Square en la Ciudad de Nueva York. Fue inaugurado el 11 de marzo de 1927 con la película muda El Amor de Dunia, producida y protagonizada por Gloria Swanson. El enorme "cine-palacio" fue una de las principales atracciones de Broadway hasta la década de 1950 y se destacó también por sus fastuosos espectáculos. Cerró y fue demolido en 1960.

## Historia temprana

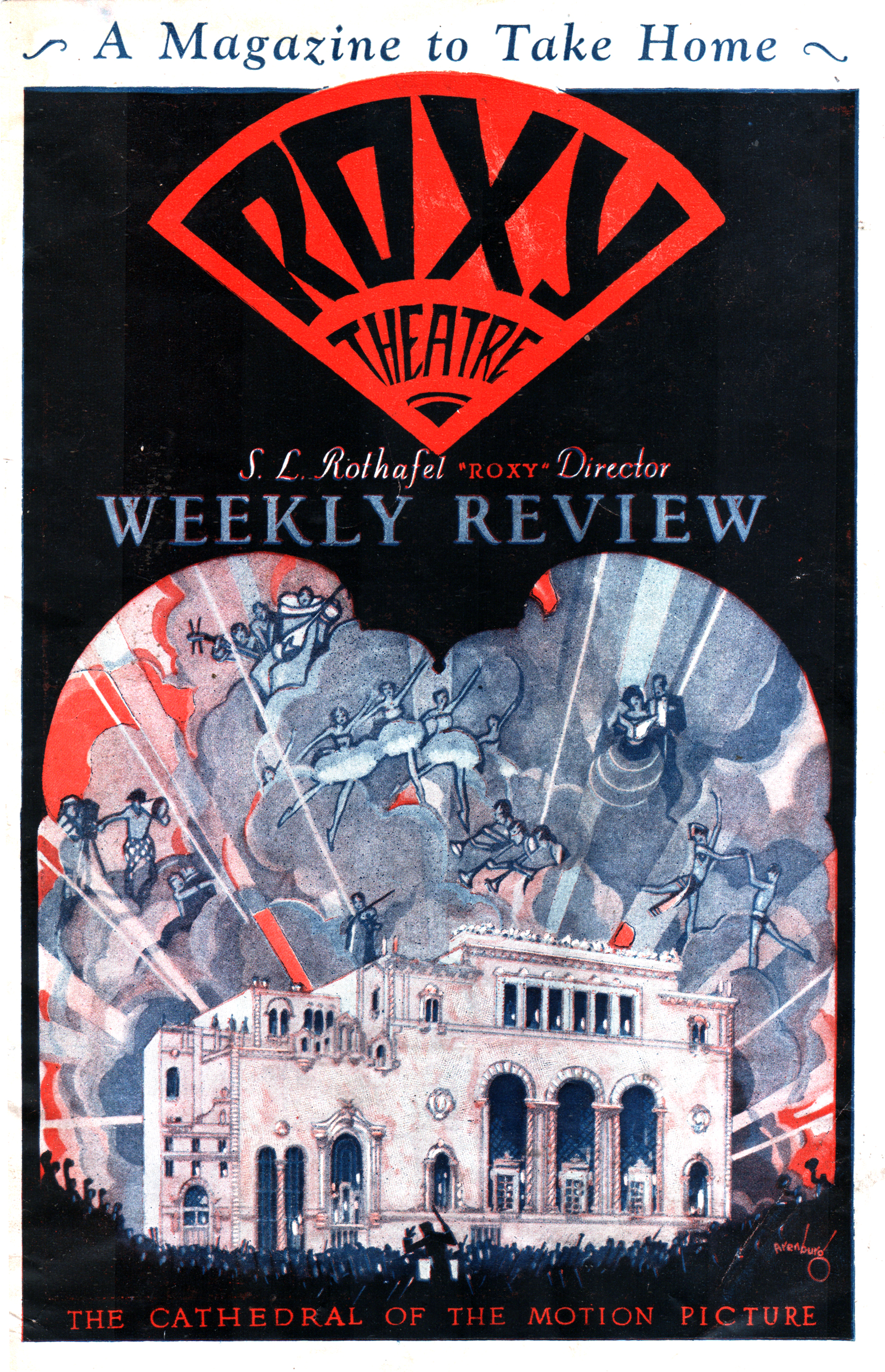
Revista semanal del Roxy Theatre con fecha 10 de marzo de 1928

El Roxy Theatre fue concebido originalmente por el productor cinematográfico Herbert Lubin a mediados de 1925 como el mejor y más grande "cine-palacio" del mundo. Para realizar su sueño, Lubin racurrió al exitoso e innovador operador de salas Samuel L. Rothafel, también conocido como "Roxy", para poner la idea en marcha, tentándolo no solo con un gran sueldo, sino que también con un porcentaje de los beneficios, opciones sobre acciones y ofreciendo nombrar el teatro en su honor. Se tenía la intención de construir seis Roxy Theatres en el área de Nueva York.
Roxy decidió hacer su teatro la cumbre de su carrera, en el que se dan cuenta sus ideas sobre escenografía y producción. Trabajó con Walter W. Ahlschlager, un arquitecto de Chicago y el decorador Harold Rambusch de la Rambusch Decorating Company en cada aspecto del diseño y el mobiliario del cine.
Las lujosas ideas de Roxy y sus muchos cambios subieron drásticamente los costos. Poco después de que la sala abriera, Lubin, quien había gastado $2.5 millones de dólares más de lo presupuestado y se encontraba cerca de la quiebra, vendió su participación al productor y propietario de cines William Fox por $5 millones. El costo final del teatro fue de $12 millones de dólares. Con la salida de Lubin, los sueños de Roxy de tener su propio circuito teatral también acabaron. Sólo uno de los cines Roxy planificados fue construido, el Roxy Midway Theatre en Broadway, en el Upper West Side de Manhattan, también diseñado por Ahlschlager. El teatro casi completo fue vendido a Warner Bros, inaugurándolo como Warner's Beacon en 1929.

## El diseño y la innovación
Conocida como la "Catedral de la Imagen en Movimiento", el diseño de Ahlschlager presentó un auditorio dorado de inspiración española. Su vestíbulo principal era una rotonda rodeada por columnas denominada como el "Grand Foyer", que contó con "la alfombra oval más grande del mundo", fabricada por Mohawk Carpets de Ámsterdam, Nueva York, además de su propio órgano de tubos en el entresuelo. Fuera de la rotonda había un largo vestíbulo de entrada que daba con el adyacente Manger Hotel hasta la entrada principal en la esquina de la Séptima Avenida y la Calle 50 Oeste. El hotel (más tarde llamado el Taft Hotel) fue construido al mismo tiempo que el teatro.
Ahlschlager tuvo éxito en la creación de un plan eficaz para la parcela de forma irregular de Roxy, y utilizó todo el espacio con una plan de auditorio diagonal con el escenario en una esquina de la parcela. El diseño maximizó el tamaño del auditorio y su capacidad de asientos (que era de 5.920, aunque se había promocionado un aforo de 6.214) pero comprometió la función de su escenario triangular. El auditorio del Roxy, si bien era muy amplio, no era muy profundo y había un limitado espacio fuera del escenario.

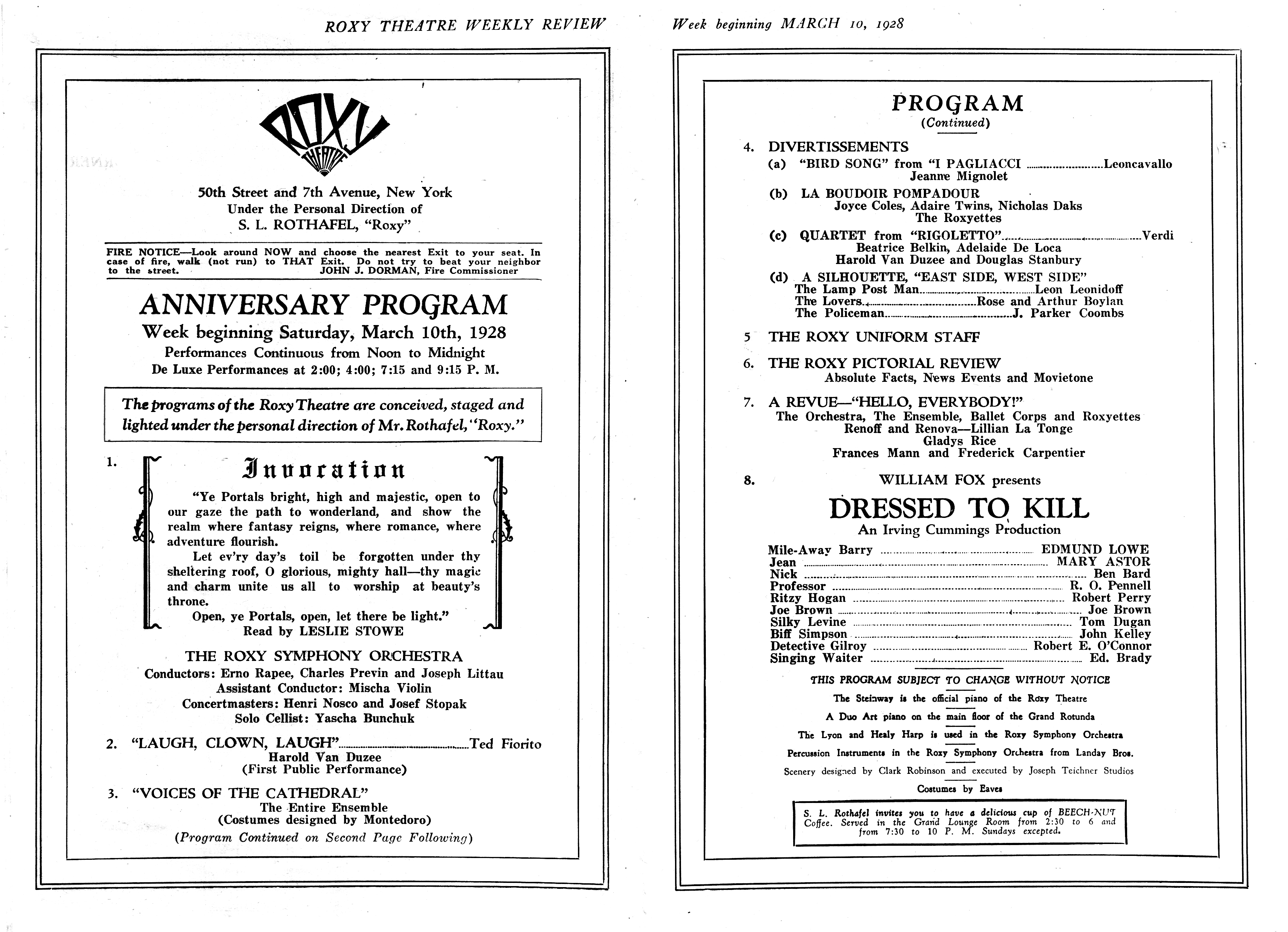
Programa para la semana del primer aniversario del Roxy Theatre, del 10 al 16 de marzo de 1928

A pesar de las limitaciones del escenario, el teatro se jactó de tener fastuosas instalaciones de apoyo, incluyendo dos pisos de vestidores privados, tres pisos de vestidores para el coro, enormes salas de ensayo, un departamento de sastrería, personal de lavandería y un lavaseco, una barbería y un salón de peluquería, una enfermería completamente equipada, un comedor, y una colección de animales de exhibición. Hubo también una infinidad de oficinas, una sala de proyecciones privada con capacidad para 100, y enormes habitaciones para la ,maquinaria de electricidad, ventilación y calefacción. La gran cantidad de personal del Roxy tenía a su disposición una cafetería, gimnasio, sala de billar, sala de descanso, biblioteca y duchas.
Las innovaciones escénicas del cine incluyeron un foso de orquesta levadizo, que podía dar cabida a una orquesta de 110 y un órgano de cine Kimball con tres consolas que se podían ejecutar simultáneamente. El stand de proyección estaba empotrado en la parte frontal del balcón para evitar la distorsión causada por el tradicional ángulo de proyección proveniente desde la parte superior de la pared trasera de un teatro. Esto permitió que el Roxy tuviese la más nítida imagen para su época.
El servicio cortés al cliente era una parte clave de la fórmula Roxy. El cuerpo uniformado de acomodadores del teatro eran conocidos por su manera cortés, eficiencia y su disciplina militar. Pasaban a través de un riguroso entrenamiento, con inspecciones diarias y parada, todo supervisado por un oficial retirado de la Marina,. Los atuendos de los acomodadores fueron mencionados favorablemente por Cole Porter en una estrofa de la canción "You're the Top" en 1932.
El Roxy presentó importantes películas de Hollywood, en programas que también incluían a su orquesta sinfónica (la orquesta permanente más grande del mundo en ese momento), un órgano de tubos, un coro masculino, una compañía de ballet y una famosa línea de bailarinas de precisión, las "Roxyettes". Elaborados espectáculos en el escenario fueron creados cada semana para acompañar la película, todo bajo la supervisión de Rothafel.
La orquesta e intérpretes del cine también se presentaron en un programa de la NBC con el mismo Roxy como anfitrión. The Roxy Hour, fue transmitido en vivo semanalmente desde el estudio radial del teatro. Gracias a la popularidad del programa, el cine se hizo conocido por los auditores de todo el país.

## El Roxy después de "Roxy"
Pese a la fama y éxito del teatro, los problemas financieros de su dueño mayoritario, la Fox Film Corporation, luego de la crisis de la bolsa de 1929 desestabilizó las operaciones del Roxy y a menudo debía exhibir películas de menor catadura. En 1932, Rothafel abandonó el teatro nombrado en su honor por el Rockefeller Center donde abrió el nuevo Radio City Music Hall y la sala RKO Roxy. La mayoría de los intérpretes y personal artístico se trasladó con él al Music Hall, incluyendo el productor Leon Leonidoff, el coreógrafo Russell Markert, y el director de orquesta Erno Rapee. Las Roxyettes pasaron a mayor fama en el Music Hall, convirtiéndose en las Rockettes en 1935. (El RKO Roxy pronto cambió su nombre a Center Theatre después de los propietarios del Roxy demandaron al Rockefeller Center por los derechos exclusivos sobre la marca Roxy).
Después de la partida de Rothfael, el Roxy Theatre nunca recuperó su antiguo esplendor, pero siguió siendo una sala de cine y de espectáculos líder en Nueva York. En 1942, A. J. Balaban, cofundador de la cadena de cines Balaban & Katz, inició casi una década como Director Ejecutivo del Roxy. Él salió de su retiro para manejar el teatro ante la insistencia de Spyros Skouras, jefe de la compañía propietaria del Roxy, National Theatres, así como de la 20th Century-Fox. Balaban restauró la rentabilidad del teatro mediante el acceso a películas de estreno de la Fox, así como la producción y presentación de espectáculos en vivo de primera clase. Entre sus innovaciones fueron la construcción de una pista de hielo en el escenario del Roxy, el cual contó también de la participación de muchos artistas destacados de la época, como los Nicholas Brothers, Carmen Cavallaro, y The Harmonicats. Incluso bailarinas de ballet clásico, tales como Leonide Massine, se presentaron. Balaban invitó a la Filarmónica de Nueva York junto con la soprano Eileen Farrell por dos semanas en el Roxy durante septiembre de 1950. Apareciendo por primera vez como la atracción principal en un "cine-palacio", la orquesta tocaba un breve concierto cuatro veces al día entremedio de proyecciones de la película The Black Rose.
El escenario del Roxy fue reconstruido dos veces, en 1948 y 1952, para añadir la superficie de hielo para espectáculos de patinaje. Durante la última refacción,el escenario fue extendido por encima del foso de la orquesta y se instaló neón de color en el hielo. Espectáculos sobre hielo fueron presentados, junto con el largometraje, de vez en cuando a través de los años 50. En enero de 1956, la famosa patinadora Sonja Henie trajo su espectáculo al Roxy en su presentación final en Nueva York.
El proceso de pantalla ancha CinemaScope fue introducido en el Roxy con el estreno mundial en 1953 de la película de la 20th Century-Fox, El Manto Sagrado. El Roxy había también introducido otro formato ancho de 70mm en 1930 con el estreno del musical Happy Days, filmado con el sistema Fox Grandeur. Sin embargo, debido a la Gran Depresión, el Roxy fue uno de solo dos cine equipados con el sistema Grandeur (el otro siendo el Grauman's Chinese) y nunca tomó vuelo. Otro formato widescreen, el Cinemiracle de tres proyectores, también debutó en el Roxy también en una pantalla curva de 110 pies con la película Windjammer de 1958.
Uno de los últimos grandes espectáculos combinados se realizó en el año 1959 con el largometraje This Earth Is Mine , protagonizada por Rock Hudson y Jean Simmons, seguido por The Big Circus protagonizada por Victor Mature. En el escenario se presentaron Gretchen Wyler, los Blackburn Twins, Jerry Collins, y la Roxy Orchestra. El gerente desde 1955 fue Robert C. Rothafel, hijo de "Roxy". Por este tiempo la apariencia del cine había cambiado considerablemente respecto a su época dorada de la década de 1920. Parte de la embocadura y las paredes laterales habían sido removidas para dar cabida a la enorme pantalla Cinemiracle y gran parte del resto de la sala estaba cubierto de pesadas cortinas. El gran foso de la orquesta, fue cubierto en su mayoría por la extensión del escenario y el órgano de consolas fue eliminado. El elegante hall de entrada, sin embargo, se mantuvo en gran parte intacto.

## Cierre

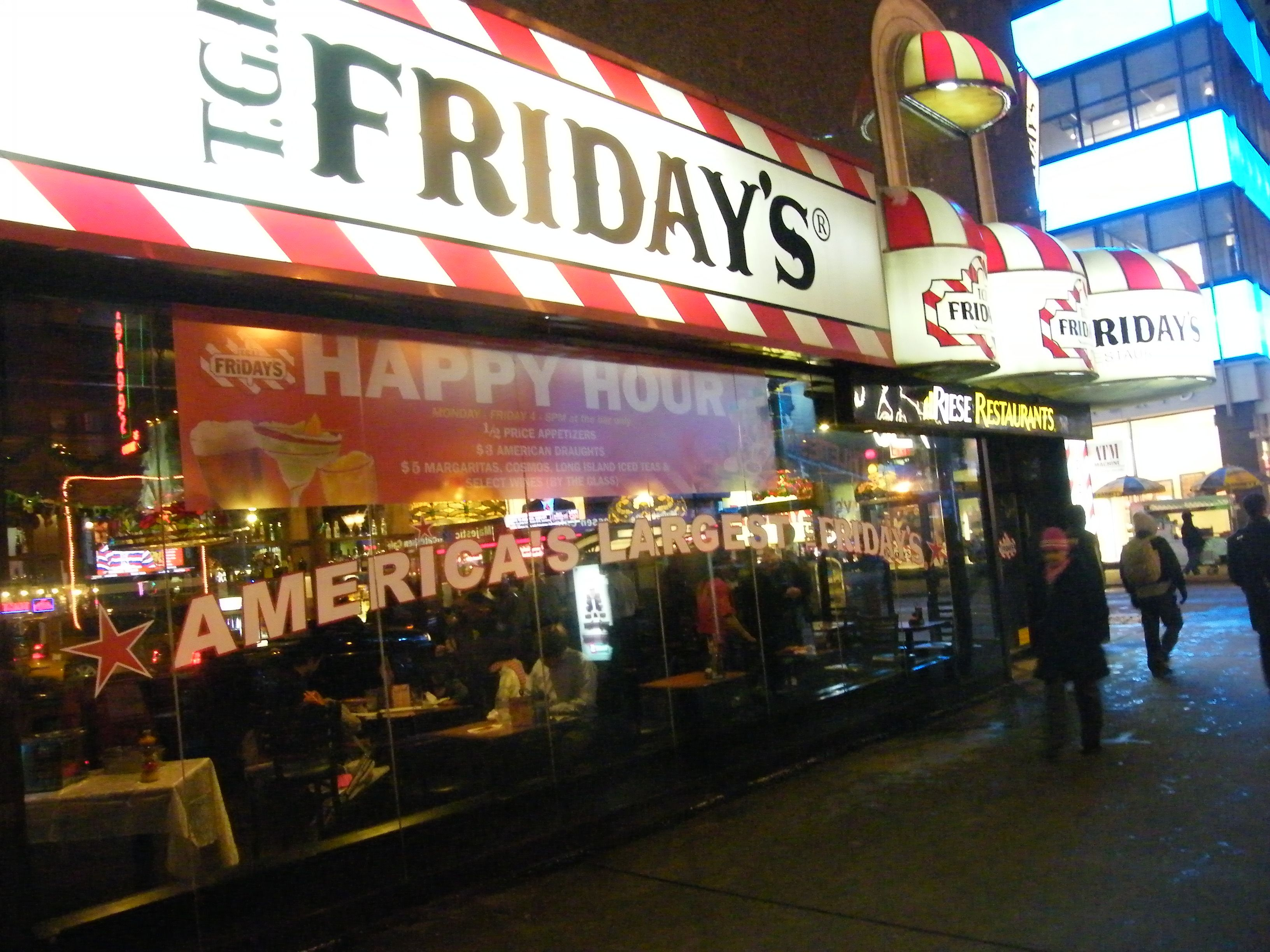
Un restorán TGI Friday's ocupa actualmente el espacio que una vez albergó el vestíbulo del Roxy Theatre.

El Roxy cerró el 29 de marzo de 1960. La última película en exhibirse fue The Wind Cannot Read, una película británica con Dirk Bogarde que se inauguró el 9 de marzo.
El Roxy había sido adquirido por el Rockefeller Center en 1956, y luego fue vendido al desarrollador de propiedades William Zeckendorf. Inicialmente se había comprado para obtener derechos aéreos para el edificio Time-Life, construido a su oriente, y fue finalmente demolido por Zeckendorf para una expansión del Taft Hotel y un edificio de oficinas que está ahora conectado al edificio Time-Life. La revista Life fotografió a Gloria Swanson en medio de las ruinas durante la demolición.

## Legado
Las espectaculares ideas respecto a la programación escénica y fílmica del fundador del Roxy continuaron en el Radio City Music Hall hasta la década de 1970. El fastuoso show navideño del Music Hall, creado en 1933 por Leon Leonidoff y Russell Markert, quienes trabajaron en el Roxy como productor y coreógrafo respectivamente, continúa hoy en día como el Radio City Christmas Spectacular. El Music Hall en sí fue salvado de la demolición por un consorcio de conservación e intereses comerciales en 1979 y sigue siendo uno de los puntos de referencia de Nueva York. Su restaurado interior incluye las lujosas oficinas estilo art decó creadas para "Roxy" Rothafel, conservadas en parte como un homenaje al visionario showman.